# Aran Opéra
Albums de Gilbert Bécaud
Bécaud Olympia Une vie comme un roman
(1993)
Aran Opéra est un enregistrement de 1966 de L'Opéra d'Aran créé en 1962, sous la direction musicale de Raymond Bernard-Cohen et sorti en 1992.

## Aran Opéra (Ariola / BMG - PD 75 318)
- Acte 1 (cd 1) [62 min 02 s]
- Acte 2 (cd 2) [38 min 21 s]

## Crédits
- Musique : Gilbert Bécaud
- Livret : Jacques Emmanuel
- Textes : Louis Amade et Pierre Delanoë
- Orchestre et chœurs sous la direction de Raymond Bernard-Cohen